# ميغيل ريوس
ميغيل ريوس (بالإسبانية: Miguel Ríos) هو منتج أسطوانات ومغني وملحن إسباني، ولد في 7 يونيو 1944 في Cartuja ‏ في إسبانيا.

## وصلات خارجية
- الموقع الرسمي
- ميغيل ريوس على موقع IMDb (الإنجليزية)
- ميغيل ريوس على موقع ميوزك برينز (الإنجليزية)
- ميغيل ريوس على موقع ديسكوغز (الإنجليزية)